# Cerodontha angulata
Cerodontha angulata är en tvåvingeart som beskrevs av Friedrich Hermann Loew 1869. Cerodontha angulata ingår i släktet Cerodontha och familjen minerarflugor. Arten är reproducerande i Sverige. Inga underarter finns listade i Catalogue of Life.